# تاکاماتسو، کاگاوا

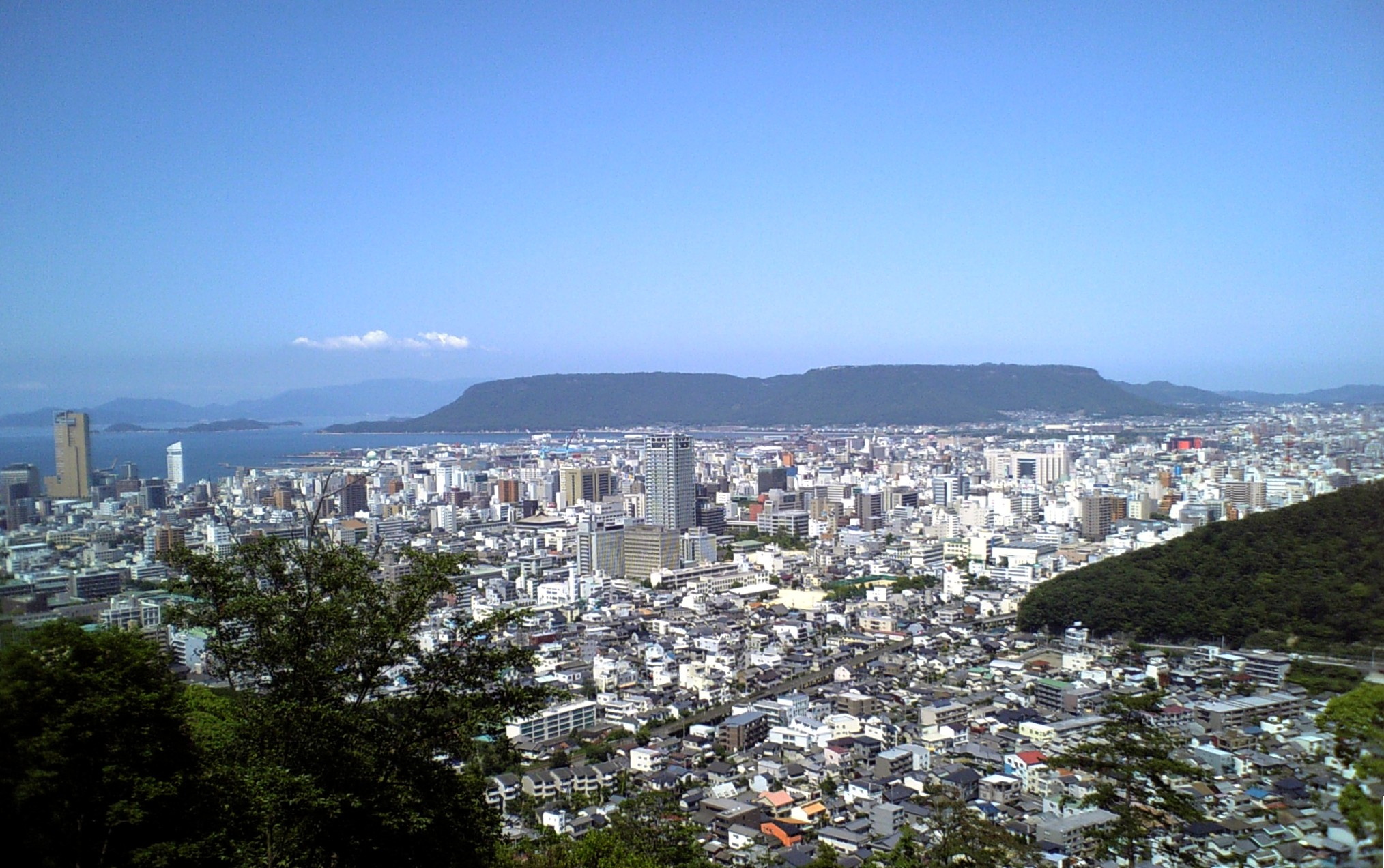
نمایی از شهر تاکاماتسو در ژاپن.

تاکاماتسو شهری است در کشور ژاپن. این شهر مرکز استان کاگاوا است و در جزیره شیکوکو قرار گرفته است. 
جمعیت این شهر در سال ۲۰۱۰ میلادی برابر ۴۱۹۰۰۰ نفر برآورد شده است .